# سد وادي الخرار
سد وادي الخرار؛ هو أحد السدود الواقعة في محافظة الوجه بمنطقة تبوك شمال المملكة العربية السعودية.

## نبذة
يعتبر سد وادي الخرار من السدود الترابية المغلقة بالخرسانة بطول 412 مترا وارتفاع 9 أمتار وبسعة تخزينية تصل إلى 167,550 مترا مكعبا. 

## أهداف إنشاء السد
تم إنشاء السد بهدف تخفيف حدة الفيضانات و حفظ الأرواح والممتلكات و تخزين المياه لصرفها وفق متطلبات الزراعة والري.

## تكاليف السد الإجمالية
تمت إقامة سد وادي الخرار من ضمن مشروع أعلن عنه عام 2009 م شاملًا تنفيذ 11 سد وقد كان منها سد وادي الخرار، حيث بلغت التكلفة الإجمالية للمشروع حوالي 100 مليون ريال.

## وصلات خارجية
- الموقع الرسمي لوزارة المياه والكهرباء السعودية